# Gmina Delaware (hrabstwo Delaware)

Położenie Gminy Delaware w hrabstwie Delaware

Gmina Delaware (ang. Delaware Township) – gmina w USA, w stanie Iowa, w hrabstwie Delaware. Według danych z 2000 roku gmina miała 6294 mieszkańców, a jej powierzchnia wynosi 94,89 km².